# Souterrain im Glen Bracadale

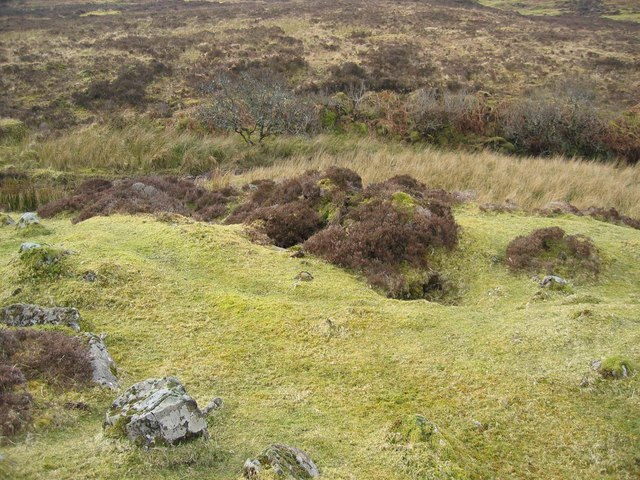
Glen Bracadale Souterrain

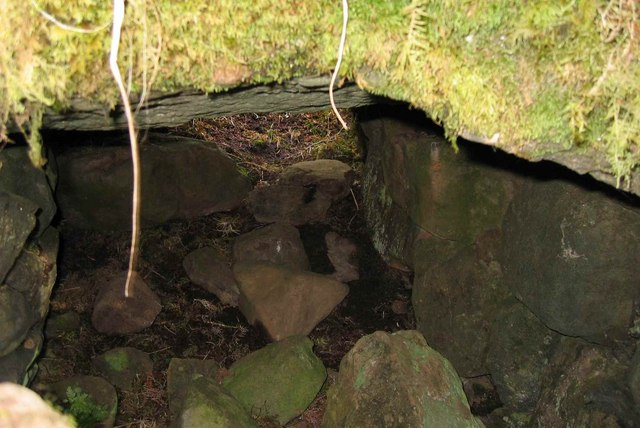
Glen Bracadale Souterrain

Das Souterrain im Glen Bracadale, südwestlich vom Loch Duagrich, auf der Isle of Skye in den Highlands in Schottland ist ein ruiniertes Erdhouse. Es liegt in einem Erde-Steinhügel, der teilweise künstlich ist. Der Zugang liegt etwa 1,8 m vom Flussufer entfernt. Bei Souterrains wird zwischen „earth-cut“, „rock-cut“, „mixed“, „stone built“ und „wooden“ Souterrains unterschieden. Souterrains kommen in der Regel im Zusammenhang mit eisenzeitlichen Strukturen vor. Mehr als 500 wurden in Schottland lokalisiert. Etwa 20 davon liegen auf Skye. 
Das (stone built) Souterrain hat die Form einer schmalen Galerie aus Trockenmauerwerk und Flachdach, das etwa 25 cm unter der Hügeloberfläche lag.
Die ersten 1,8 m der Wände sind relativ zerstört, später sind sie auf Längen von insgesamt etwa 7,8 m erhalten. Zwischendurch ist der Raum 4,8 bzw. 6,3 m mit Schutt angefüllt. Wo die Wände erhalten sind, sind auch mehrere Deckenplatten von 0,9 und 1,2 m Länge erhalten. Die Aushöhlung kann weiter verfolgt werden, bis sie in einen runden Trichter fällt, dessen Mitte etwa 4,5 m vom letzten Sturz liegt. Unter einem der Stürze hat die Galerie eine Breite von 0,75 m.
Weitere Souterrains auf Skye:
- Allt na Cille
- Glen Tungadal
- Claigan
- Kilvaxter
- Knock Ullinish
- Tigh Talamhain